# Aram (Person)
Aram (hebräisch אֲרָם) ist im Tanach der eponyme Stammvater der Aramäer. Nach der Völkertafel der Genesis (1 Mos 10,22 ) zählt Aram, zusammen mit Elam, Assur, Arpachschad und Lud zu den Söhnen Sems, ist also ein Enkel Noachs. Als Söhne Arams gelten Uz, Hul, Geter und Masch.
Daneben findet noch ein Sohn Schemers, Enkel von Heber und Urenkel von Asser, mit Namen Aram Erwähnung (1 Chr 7,34 ).